# Mark-Paul Gosselaar

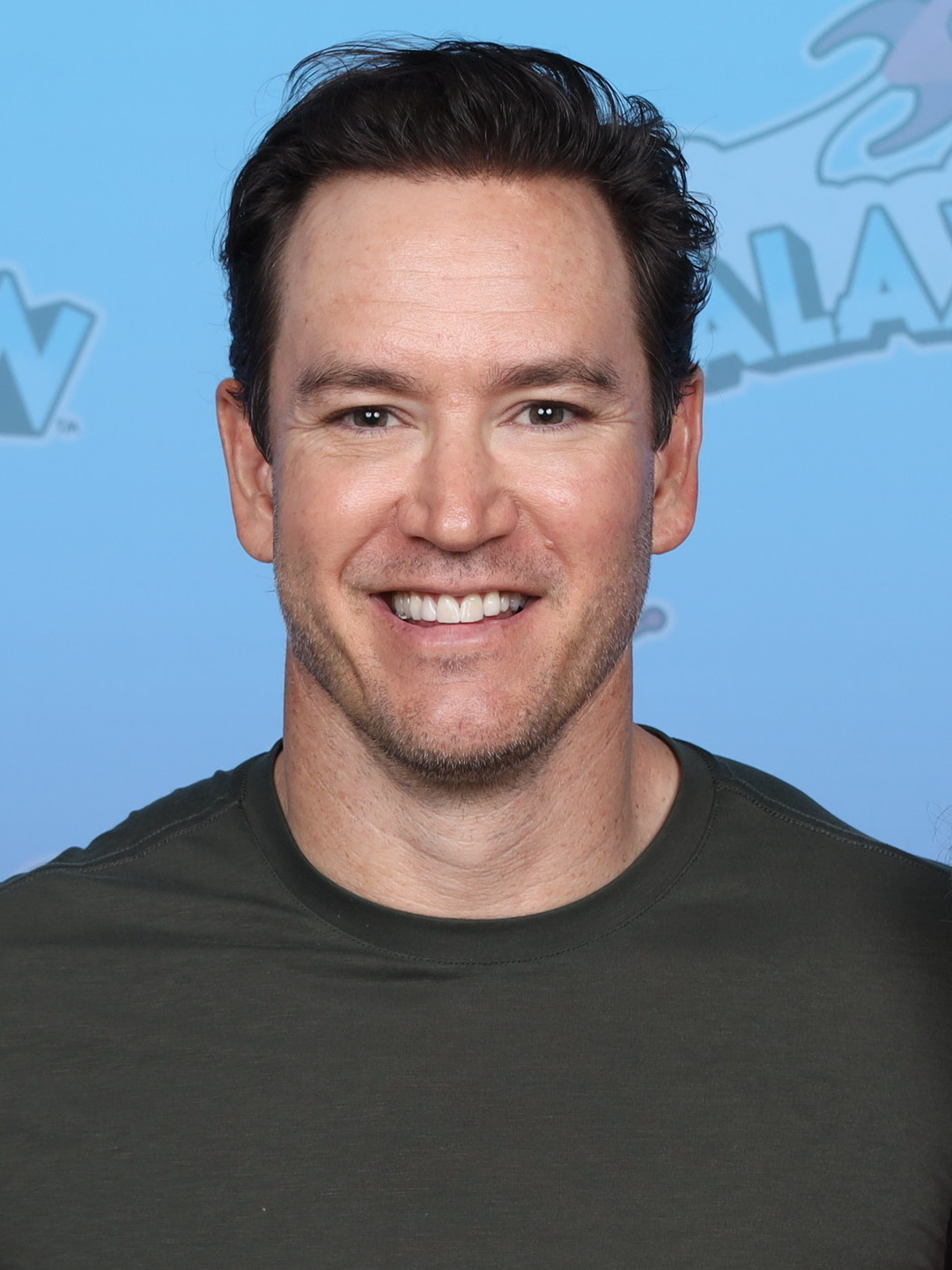
Mark-Paul Gosselaar, 2023

Mark-Paul Harry Gosselaar (* 1. März 1974 in Panorama City, Kalifornien) ist ein US-amerikanischer Schauspieler.

## Leben
Gosselaar ist das jüngste von vier Kindern von Hans Gosselaar, einem gebürtigen Niederländer, und Paula Gosselaar, die ursprünglich aus Indonesien stammt. Seine älteren Geschwister sind Bruder Mike und seine Schwestern Linda und Sylvia, die in den Niederlanden geboren wurden. Gosselaar spricht neben Englisch auch fließend Niederländisch.
Nach einigen kleineren Nebenrollen, darunter in Wunderbare Jahre und Blossom, stand Gosselaar 1989 als Mitglied der Stammbesetzung der Fernsehserie California High School vor der Kamera. Mit dieser Serie avancierte er zum Idol zahlreicher Jugendlicher der damaligen Zeit. Da er mit ihr vor der Kamera ein Liebespaar mimte, wurde spekuliert, ob Gosselaar auch privat mit Tiffani-Amber Thiessen ein Verhältnis hätte, was beide jedoch dementierten.

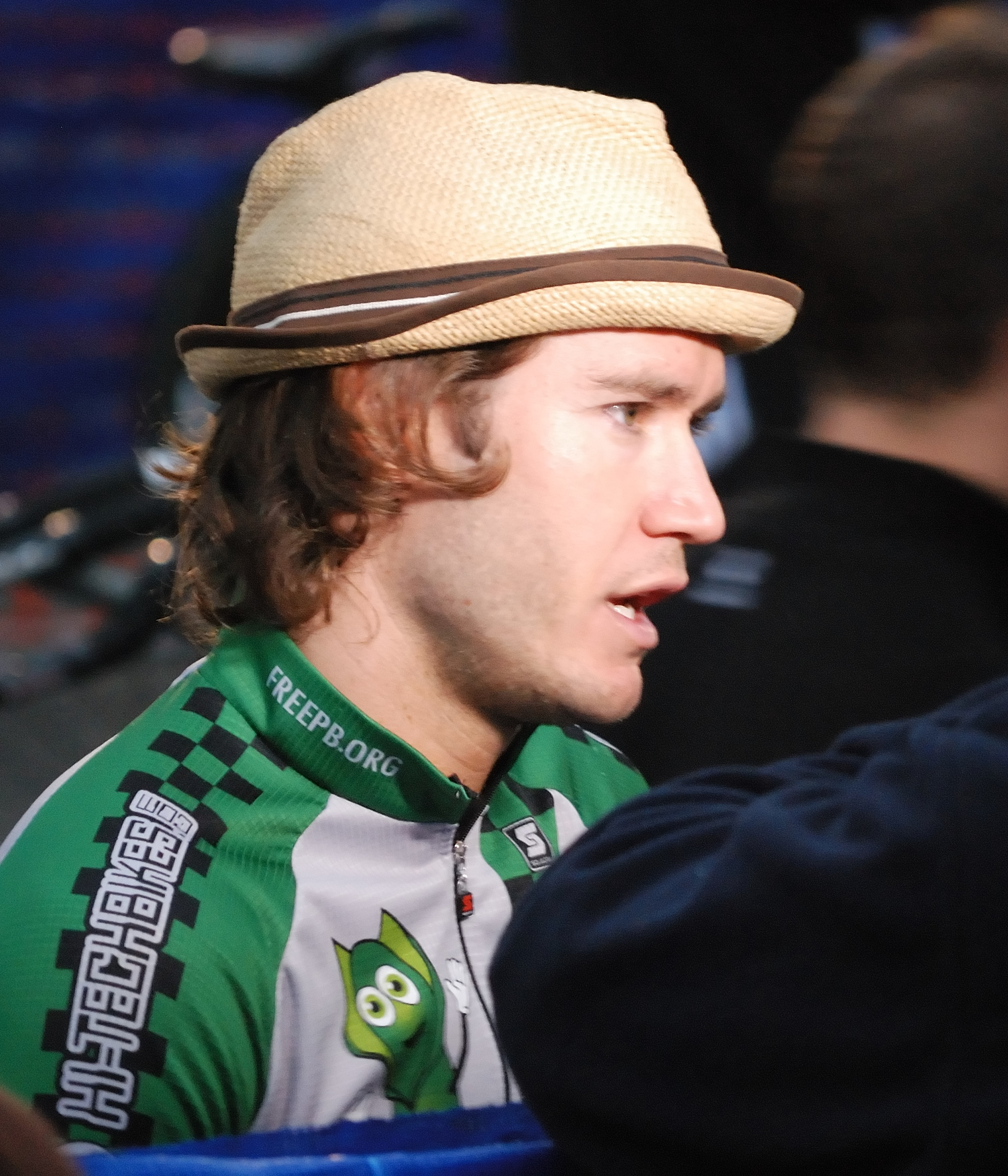
Mark-Paul Gosselaar, 2008

In den 1990er Jahren wurde es mit Auftritten in Independentfilmen und Low-Budget-Produktionen relativ ruhig um den Schauspieler. Zwischen 2001 und 2005 wirkte er in über 50 Episoden von New York Cops – NYPD Blue mit und geriet so wieder ins Rampenlicht. So gelang es ihm, 2005 eine Hauptrolle in der Politserie Welcome, Mrs. President zu erhalten.
Im März 2010 erhielt er eine Hauptrolle in der TNT-Fernsehserie Franklin & Bash, die am 1. Juni 2011 startete. In der Fernsehserie Found, die 2023 Premiere feierte, ist er in einer weiteren Hauptrolle zu sehen.
1993 lernte er bei Dreharbeiten die um zwei Jahre ältere Schauspielerin Lisa Ann Russell kennen. Sie heirateten am 26. August 1996. Ihr erstes Kind wurde am 31. Januar 2004 in Los Angeles geboren. Am 7. Mai 2006 wurde das Paar mit der Geburt einer Tochter erneut Eltern. Am 27. Mai 2011 ließen sich Gosselaar und Russell scheiden. Am 28. Juli 2012 trat er im kalifornischen Santa Ynez mit der Werbefachfrau Catriona McGinn vor den Traualtar. Am 30. September 2013 wurde ein gemeinsamer Sohn geboren; er kam in Los Angeles zur Welt. Am 17. Februar 2015 wurde er erneut Vater, als Catriona McGinn seine Tochter zur Welt brachte.

## Filmografie (Auswahl)

### Filme
- 1992: California Highschool – Heiße Ferien und Intrigen (Saved by the Bell: Hawaiian Style, Fernsehfilm)
- 1993: White Wolves – Verloren in der Wildnis (White Wolves: A Cry in the Wild II)
- 1994: Magersüchtig – Schrei nach Liebe (For the Love of Nancy, Fernsehfilm)
- 1994: California College – Hochzeit in Las Vegas (Saved by the Bell: Wedding in Las Vegas, Fernsehfilm)
- 1996: Specimen – Der Proband (Specimen)
- 1996: Gedemütigt! … und keiner wird ihr glauben (She Cried No, Fernsehfilm)
- 1997: Schwarze Messen auf dem Kampus (Dying to Belong, Fernsehfilm)
- 1997: Durchgebrannt – Hilfeschrei aus L.A. (Born Into Exile, Fernsehfilm)
- 1998: Dead Man On Campus
- 2002: Atomic Twister – Sturm des Untergangs (Atomic Twister, Fernsehfilm)
- 2002: Die Prinzessin und der Marine-Soldat (The Princess & the Marine, Fernsehfilm)
- 2006: Das Haus nebenan (The House Next Door)
- 2011: Kühles Grab (Hide, Fernsehfilm)
- 2011: Die 12 Weihnachts-Dates (12 Dates of Christmas, Fernsehfilm)
- 2015: Die Entführung von Bus 657 (Heist)
- 2016: Precious Cargo
- 2023: The Portrait

### Fernsehserien
- 1986: Ein Engel auf Erden (Highway to Heaven, eine Folge)
- 1986: Stingray (eine Folge)
- 1988: Wunderbare Jahre (The Wonder Years, eine Folge)
- 1988: Punky Brewster (eine Folge)
- 1988–1989: Good Morning, Miss Bliss (13 Folgen)
- 1989–1993: California High School (Saved by the Bell, 86 Folgen)
- 1990: Murphy Brown (eine Folge)
- 1992: Blossom (eine Folge)
- 1993–1994: Saved by the Bell: The College Years (19 Folgen)
- 1998–1999: Hyperion Bay (17 Folgen)
- 2000: D.C. (sieben Folgen)
- 2001: Law & Order: Special Victims Unit (eine Folge)
- 2001–2005: New York Cops – NYPD Blue (NYPD Blue, 77 Folgen)
- 2005: Over There – Kommando Irak (Over There, zwei Folgen)
- 2005–2006: Welcome, Mrs. President (Commander in Chief, zehn Folgen)
- 2007: John from Cincinnati (drei Folgen)
- 2008: Robot Chicken (eine Folge)
- 2008–2009: Raising the Bar (25 Folgen)
- 2010: Rizzoli & Isles (eine Folge)
- 2010: Weeds – Kleine Deals unter Nachbarn (Weeds, eine Folge)
- 2011–2014: Franklin & Bash (40 Folgen)
- 2012: Apartment 23 (Don’t Trust the B---- in Apartment 23, eine Folge)
- 2013: Happy Endings (zwei Folgen)
- 2014–2015: CSI: Vegas (vier Folgen)
- 2016: Pitch (zehn Folgen)
- 2019: The Passage (Fernsehserie, zehn Folgen)
- 2019–2021: Mixed-ish (36 Folgen)
- 2020–2021: California High School: Pausenstress und erste Liebe (sieben Folgen)
- 2022: Barry (eine Folge)
- 2023: Will Trent (vier Folgen)
- 2023–2025: Found